# فرقه دیونیسوس

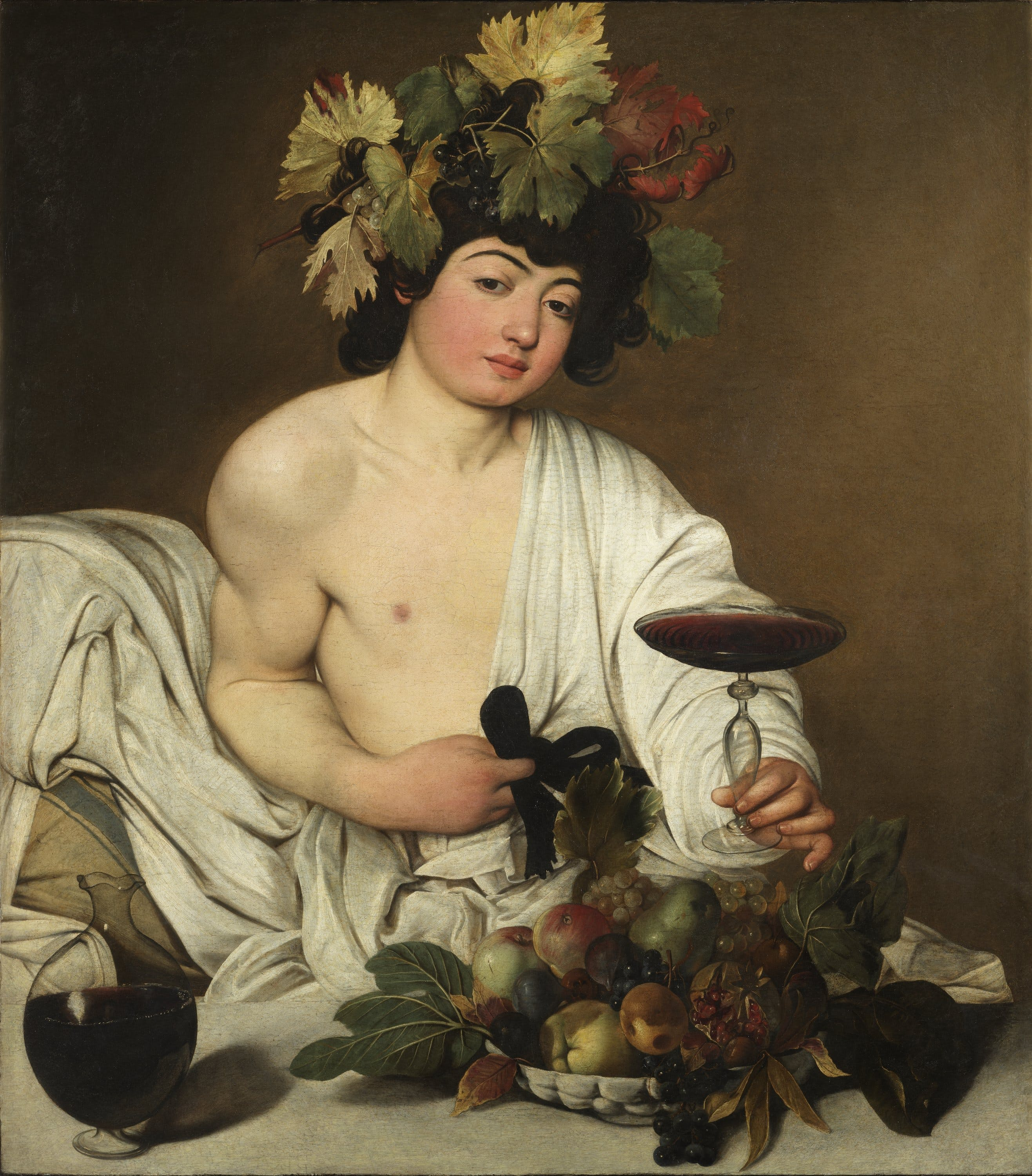
تصویری از دیونیسوس که در روم باکوس نامیده می‌شد.

فرقه دیونیسوس یا فرقه دیونیزوس (𐀇𐀺𐀝𐀰) به شدت با ساتیر، سانتور و سیلنوس مرتبط بود و نمادهای مشخصه آن گاو نر مقدس، مار، ببر /پلنگ، عشقه (سرده) و شراب بودند. جشنواره‌های دیونیسیا و لنایا در آتن به دیونیسوس و همچنین راهپیمایی‌های فالیک اختصاص داده شد. آغازکنندگان او را در اسرار دیونیسوسی می‌پرستیدند، که با اسرار یا آیین اورفئوسی قابل مقایسه و مرتبط بود، و ممکن است بر گنوسیسم تأثیر گذاشته باشد. گفته می‌شود که اورفئوس اسرار دیونیسوس را اختراع کرده‌است.
فرقه دیونیسوس آیین‌های القا شده از شراب را به نام «اسرار دیونیزی» سازمان می‌داد. برخلاف دیگر ادیان اسرارآمیز، فرقه دیونیزوس به دنبال نجات روح نبود، بلکه به دنبال از بین بردن بازداری‌ها و محدودیت‌های اجتماعی بود. این کار از طریق تکنیک‌های مختلف القای خلسه، که شامل رقصیدن و مصرف الکل می‌شد. شخصیت الهی مرتبط با این فرقه کسی جز دیونوسوس نیست. خدای شراب، برداشت انگور و جشن، با این حال، هیچ دین اسرارآمیز دیگری به اندازه این دین تأثیر بزرگی نداشت. به عنوان مثال، اسرار دیونوسیایی فیلسوف فریدریش نیچه را برانگیخت تا از اشکال هنری وجدآمیزی به عنوان «دیونیزیایی» نام ببرد.
آپولونی و دیونیسی عباراتی هستند که فردریش نیچه در اثر خود به نام تولد تراژدی (۱۸۷۲) برای نشان دادن دو تنش متضاد در هنر به کار می‌برد. آپولونی، پس از خدای یونانی آپولو، نمایانگر شکلی آرام، مستدل و ساختارمند از هنر است، در حالی که دیونیزیایی، پس از خدای شراب دیونیسوس، هنری عمیقاً احساسی و وجدآمیز است. گرچه این دو متضاد یکدیگرند، نیچه معتقد بود که نقطه ای وجود دارد که آنها را به شکل هنری متمایز در کنار هم آورده‌اند که از طریق تراژدی‌های یونانی آیسخلوس و سوفوکل بیان شده‌است.